# Minettia duplicata
Minettia duplicata är en tvåvingeart som först beskrevs av Lynch Arribalzaga 1893.  Minettia duplicata ingår i släktet Minettia och familjen lövflugor. Inga underarter finns listade i Catalogue of Life.